# Temporada da Indy Lights de 1999
A Temporada da Indy Lights de 1999 foi a 14ª na história da categoria.
O espanhol Oriol Servià foi o campeão da temporada, com 14 pontos de vantagem sobre seu companheiro na equipe Dorricott Racing, Casey Mears - ambos não venceram nenhuma prova. Dos 24 pilotos inscritos, apenas 8 chegaram na primeira posição: Philipp Peter, Jonny Kane, Scott Dixon, Derek Higgins (3 vitórias), Didier André, Airton Daré, Mario Domínguez e Geoff Boss.

## Equipes e pilotos
Este gráfico reflete apenas as combinações confirmadas e citadas de piloto, motor e equipe.
| Equipe                       | Chassis | Motor     | Pneus | No. | Piloto(s)           | Etapa(s) |
| ---------------------------- | ------- | --------- | ----- | --- | ------------------- | -------- |
| Johansson Motorsports        | Wildcat | Chevrolet | G     | 7   | Scott Dixon         | Todas    |
| Johansson Motorsports        | Wildcat | Chevrolet | G     | 8   | Ben Collins         | Todas    |
| Forsythe Championship Racing | Wildcat | Honda     | G     | 2   | Guy Smith           | Todas    |
| Forsythe Championship Racing | Wildcat | Honda     | G     | 1   | Airton Daré         | Todas    |
| Lucas Motorsports            | Wildcat | Chevrolet | G     | 4   | Geoff Boss          | Todas    |
| Lucas Motorsports            | Wildcat | Chevrolet | G     | 5   | Andy Boss           | Todas    |
| Brian Stewart Racing         | Wildcat | Honda     | G     | 10  | Rodolfo Lavín       | Todas    |
| Brian Stewart Racing         | Wildcat | Honda     | G     | 9   | David Pook          | Todas    |
| Dorricott Racing             | Wildcat | Chevrolet | G     | 32  | Oriol Servià        | Todas    |
| Dorricott Racing             | Wildcat | Chevrolet | G     | 31  | Casey Mears         | Todas    |
| Dorricott Racing             | Wildcat | Chevrolet | G     | 33  | Philipp Peter       | Todas    |
| Conquest Racing              | Wildcat | Chevrolet | G     | 21  | Felipe Giaffone     | Todas    |
| Conquest Racing              | Wildcat | Chevrolet | G     | 11  | Chris Menninga      | Todas    |
| Conquest Racing              | Wildcat | Chevrolet | G     | 64  | Rolando Quintanilla | 12       |
| PacWest Lights               | Wildcat | Chevrolet | G     | 18  | Didier André        | Todas    |
| PacWest Lights               | Wildcat | Chevrolet | G     | 17  | Tony Renna          | 4-7      |
| PacWest Lights               | Wildcat | Chevrolet | G     | 19  | Boris Derichebourg  | 9-11     |
| Genoa Racing                 | Wildcat | Chevrolet | G     | 61  | Cory Witherill      | Todas    |
| Genoa Racing                 | Wildcat | Chevrolet | G     | 62  | Kenny Wilden        | 7        |
| Genoa Racing                 | Wildcat | Chevrolet | G     | 20  | Oswaldo Negri, Jr.  | 2        |
| Team Mexico Quaker Herdez    | Wildcat | Chevrolet | G     | 7   | Mario Domínguez     | Todas    |
| Team Mexico Quaker Herdez    | Wildcat | Chevrolet | G     | 78  | Luis Díaz           | 11       |
| Team Mexico Quaker Herdez    | Wildcat | Chevrolet | G     | 16  | Derek Higgins       | Todas    |
| Team Green                   | Wildcat | Chevrolet | G     | 27  | Jonny Kane          | Todas    |

## Calendário
| #  | Data           | Grande Prêmio     | Circuito                                 | Local                  |
| -- | -------------- | ----------------- | ---------------------------------------- | ---------------------- |
| 1  | 21 de Março    | GP de Homestead   | O Homestead-Miami Speedway               | Homestead, Flórida     |
| 2  | 18 de Abril    | GP de Long Beach  | R Ruas de Long Beach                     | Long Beach, Califórnia |
| 3  | 2 de Maio      | GP de Nazareth    | O Nazareth Speedway                      | Nazareth, Pensilvânia  |
| 4  | 6 de Junho     | GP de Milwaukee   | O Milwaukee Mile                         | Milwaukee, Wisconsin   |
| 5  | 20 de Junho    | GP de Portland    | O Portland International Raceway         | Portland, Oregon       |
| 6  | 27 de Junho    | GP de Cleveland   | R Aeroporto de Cleveland Burke Lakefront | Cleveland, Ohio        |
| 7  | 18 de Julho    | GP de Toronto     | R Circuito de Rua de Toronto             | Toronto, Ontário       |
| 8  | 24 de Julho    | GP de Michigan    | O Michigan International Speedway        | Brooklyn, Michigan     |
| 9  | 8 de Agosto    | GP de Detroit     | R Renaissance Center                     | Detroit, Michigan      |
| 10 | 22 de Agosto   | GP de Chicago     | O Chicago Motor Speedway                 | Cicero, Illinois       |
| 11 | 12 de Setembro | GP de Laguna Seca | R Laguna Seca Raceway                    | Monterey, Califórnia   |
| 12 | 30 de Outubro  | GP de Fontana     | O Auto Club Speedway                     | Fontana, Califórnia    |

## Resultados
| #  | Grande Prêmio     | Pole position   | Volta mais rápidas | Vencedores      | Vencedores                   | Info   |
| #  | Grande Prêmio     | Pole position   | Volta mais rápidas | Piloto          | Equipe                       | Info   |
| -- | ----------------- | --------------- | ------------------ | --------------- | ---------------------------- | ------ |
| 1  | GP de Homestead   | Mario Domínguez | Mario Domínguez    | Mario Domínguez | Herdez Competition           | [ 4 ]  |
| 2  | GP de Long Beach  | Felipe Giaffone | Scott Dixon        | Philipp Peter   | Dorricott Racing             | [ 5 ]  |
| 3  | GP de Nazareth    | Oriol Servià    | Ben Collins        | Airton Daré     | Forsythe Championship Racing | [ 6 ]  |
| 4  | GP de Milwaukee   | Felipe Giaffone | Derek Higgins      | Derek Higgins   | Herdez Competition           | [ 7 ]  |
| 5  | GP de Portland    | Oriol Servià    | Guy Smith          | Philipp Peter   | Dorricott Racing             | [ 8 ]  |
| 6  | GP de Cleveland   | Didier André    | Philipp Peter      | Derek Higgins   | Herdez Competition           | [ 9 ]  |
| 7  | GP de Toronto     | Geoff Boss      | Geoff Boss         | Geoff Boss      | Forsythe Championship Racing | [ 10 ] |
| 8  | GP de Michigan    | Jonny Kane      | Mario Domínguez    | Philipp Peter   | Dorricott Racing             | [ 11 ] |
| 9  | GP de Detroit     | Oriol Servià    | Felipe Giaffone    | Derek Higgins   | Herdez Competition           | [ 12 ] |
| 10 | GP de Chicago     | Scott Dixon     | Scott Dixon        | Scott Dixon     | Johansson Motorsports        | [ 13 ] |
| 11 | GP de Laguna Seca | Guy Smith       | Scott Dixon        | Didier André    | PacWest Racing               | [ 14 ] |
| 12 | GP de Fontana     | Jonny Kane      | Cory Witherill     | Jonny Kane      | Team Green                   | [ 15 ] |

## Classificação Final

### Resultado após doze etapas
Para cada corrida os pontos foram premiados: 20 pontos para o vencedor, 16 para o vice-campeão, 14 para o terceiro lugar, 12 para o quarto lugar, 10 para o quinto lugar, 8 para o sexto lugar, 6 sétimo, diminuindo para 1 ponto 12º lugar. Pontos adicionais foram concedidos ao vencedor da pole (1 ponto) e ao piloto que liderou a maioria das voltas (1 ponto).
| #  | Piloto              | HMS | LBH | NAZ | MIL | POR | CLE | TOR | MIC | DET | CHI | LAG | FON | Pts |
| -- | ------------------- | --- | --- | --- | --- | --- | --- | --- | --- | --- | --- | --- | --- | --- |
| 1  | Oriol Servià        | 6   | 12  | 2   | 5   | 2   | 2   | 2   | 5   | 2   | 4   | 7   | 14  | 130 |
| 2  | Casey Mears         | 5   | 5   | 3   | 2   | 4   | 8   | 8   | 2   | 9   | 3   | 5   | 13  | 116 |
| 3  | Philipp Peter       | 13  | 1   | 8   | 11  | 1*  | 4   | 7   | 1*  | 8   | 12  | 8   | 10  | 101 |
| 4  | Jonny Kane          | 7   | 16  | 12  | 9   | 6   | 18  | 5   | 7   | 3   | 9   | 3   | 1   | 89  |
| 5  | Scott Dixon         | 3   | 2   | 4   | 15  | 11  | 14  | 18  | 16  | 7   | 1*  | 2   | 16  | 88  |
| 6  | Felipe Giaffone     | 17  | 10* | 18  | 4   | 10  | 3   | 4   | 3   | 4   | 8   | 18  | 20  | 78  |
| 7  | Derek Higgins       | DNS | 19  | 11  | 1*  | 16  | 1*  | 12  | 11  | 1*  | 6   | 19  | 15  | 76  |
| 8  | Didier André        | 14  | 4   | 16  | 13  | 17  | 17  | 3   | 12  | 5   | 13  | 1*  | 3*  | 74  |
| 9  | Guy Smith           | 11  | 18  | 10  | 8   | 3   | 11  | 6   | 6   | 13  | 2   | 4   | 19  | 71  |
| 10 | Airton Daré         | 2   | 17  | 1*  | 7   | 5   | 5   | 19  | 15  | 15  | 18  | 12  | 8   | 69  |
| 11 | Mario Domínguez     | 1*  | 6   | 17  | 16  | 15  | 9   | 20  | 4   | 17  | 5   | 16  | 5   | 66  |
| 12 | Geoff Boss          | 8   | 3   | 13  | 14  | 12  | 13  | 1   | 9   | 6   | 11  | 14  | 11  | 58  |
| 13 | Ben Collins         | 10  | 11  | 5   | 18  | 8   | 6   | 16  | 18  | 18  | 7   | 15  | 2   | 50  |
| 14 | Chris Menninga      | 9   | 8   | 6   | 12  | 7   | 10  | 10  | 13  | 19  | 10  | 6   | 7   | 47  |
| 15 | Andy Boss           | 4   | 13  | 15  | 10  | 9   | 7   | 13  | 10  | 10  | 17  | 17  | 12  | 32  |
| 16 | Tony Renna          |     |     |     | 3   | 14  | 19  | 14  |     |     |     |     | 6   | 22  |
| 17 | Rodolfo Lavín       | 16  | 9   | 9   | 19  | 18  | 15  | 17  | 8   | 11  | 14  | 13  | 9   | 19  |
| 18 | Cory Witherill      | 15  | 14  | 14  | 17  | 19  | 16  | 11  | 17  | 12  | 15  | 11  | 4   | 17  |
| 19 | David Pook          | 12  | 15  | 7   | 6   | 13  | 12  | 15  | 14  | 14  | 16  | 20  | 17  | 16  |
| 20 | Oswaldo Negri, Jr.  |     | 7   |     |     |     |     |     |     |     |     |     |     | 6   |
| 21 | Boris Derichebourg  |     |     |     |     |     |     |     |     | 16  | DNS | 9   |     | 4   |
| 22 | Kenny Wilden        |     |     |     |     |     |     | 9   |     |     |     |     |     | 4   |
| 23 | Luis Díaz           |     |     |     |     |     |     |     |     |     |     | 10  |     | 3   |
|    | Rolando Quintanilla |     |     |     |     |     |     |     |     |     |     |     | 18  | 0   |
| #  | Piloto              | HMS | LBH | NAZ | MIL | POR | CLE | TOR | MIC | DET | CHI | LAG | FON | Pts |

| #  | Piloto              | HMS | LBH | NAZ | MIL | POR | CLE | TOR | MIC | DET | CHI | LAG | FON | Pts |
| -- | ------------------- | --- | --- | --- | --- | --- | --- | --- | --- | --- | --- | --- | --- | --- |
| 1  | Oriol Servià        | 6   | 12  | 2   | 5   | 2   | 2   | 2   | 5   | 2   | 4   | 7   | 14  | 130 |
| 2  | Casey Mears         | 5   | 5   | 3   | 2   | 4   | 8   | 8   | 2   | 9   | 3   | 5   | 13  | 116 |
| 3  | Philipp Peter       | 13  | 1   | 8   | 11  | 1*  | 4   | 7   | 1*  | 8   | 12  | 8   | 10  | 101 |
| 4  | Jonny Kane          | 7   | 16  | 12  | 9   | 6   | 18  | 5   | 7   | 3   | 9   | 3   | 1   | 89  |
| 5  | Scott Dixon         | 3   | 2   | 4   | 15  | 11  | 14  | 18  | 16  | 7   | 1*  | 2   | 16  | 88  |
| 6  | Felipe Giaffone     | 17  | 10* | 18  | 4   | 10  | 3   | 4   | 3   | 4   | 8   | 18  | 20  | 78  |
| 7  | Derek Higgins       | DNS | 19  | 11  | 1*  | 16  | 1*  | 12  | 11  | 1*  | 6   | 19  | 15  | 76  |
| 8  | Didier André        | 14  | 4   | 16  | 13  | 17  | 17  | 3   | 12  | 5   | 13  | 1*  | 3*  | 74  |
| 9  | Guy Smith           | 11  | 18  | 10  | 8   | 3   | 11  | 6   | 6   | 13  | 2   | 4   | 19  | 71  |
| 10 | Airton Daré         | 2   | 17  | 1*  | 7   | 5   | 5   | 19  | 15  | 15  | 18  | 12  | 8   | 69  |
| 11 | Mario Domínguez     | 1*  | 6   | 17  | 16  | 15  | 9   | 20  | 4   | 17  | 5   | 16  | 5   | 66  |
| 12 | Geoff Boss          | 8   | 3   | 13  | 14  | 12  | 13  | 1   | 9   | 6   | 11  | 14  | 11  | 58  |
| 13 | Ben Collins         | 10  | 11  | 5   | 18  | 8   | 6   | 16  | 18  | 18  | 7   | 15  | 2   | 50  |
| 14 | Chris Menninga      | 9   | 8   | 6   | 12  | 7   | 10  | 10  | 13  | 19  | 10  | 6   | 7   | 47  |
| 15 | Andy Boss           | 4   | 13  | 15  | 10  | 9   | 7   | 13  | 10  | 10  | 17  | 17  | 12  | 32  |
| 16 | Tony Renna          |     |     |     | 3   | 14  | 19  | 14  |     |     |     |     | 6   | 22  |
| 17 | Rodolfo Lavín       | 16  | 9   | 9   | 19  | 18  | 15  | 17  | 8   | 11  | 14  | 13  | 9   | 19  |
| 18 | Cory Witherill      | 15  | 14  | 14  | 17  | 19  | 16  | 11  | 17  | 12  | 15  | 11  | 4   | 17  |
| 19 | David Pook          | 12  | 15  | 7   | 6   | 13  | 12  | 15  | 14  | 14  | 16  | 20  | 17  | 16  |
| 20 | Oswaldo Negri, Jr.  |     | 7   |     |     |     |     |     |     |     |     |     |     | 6   |
| 21 | Boris Derichebourg  |     |     |     |     |     |     |     |     | 16  | DNS | 9   |     | 4   |
| 22 | Kenny Wilden        |     |     |     |     |     |     | 9   |     |     |     |     |     | 4   |
| 23 | Luis Díaz           |     |     |     |     |     |     |     |     |     |     | 10  |     | 3   |
|    | Rolando Quintanilla |     |     |     |     |     |     |     |     |     |     |     | 18  | 0   |
| #  | Piloto              | HMS | LBH | NAZ | MIL | POR | CLE | TOR | MIC | DET | CHI | LAG | FON | Pts |

| Cor             | Resultado                            |
| --------------- | ------------------------------------ |
| Ouro            | Vencedor                             |
| Prata           | 2º lugar                             |
| Bronze          | 3º lugar                             |
| Verde           | 4º e 5º lugares                      |
| Azul claro      | 6º–10º lugares                       |
| Azul escuro     | Completou a corrida (fora do Top 10) |
| Roxo            | Não completou a corrida              |
| Vermelho        | Não se classificou (NQ)              |
| Marrom          | Retirou-se da corrida (Wth)          |
| Preto           | Desclassificado (DSQ)                |
| Vermelho escuro | Não largou (DNS)                     |
| Vermelho escuro | Abandonou a corrida (C)              |
| Vazio           | Não participou                       |